# Trambaum
Ein Trambaum oder Tram („Balken“) ist ein starker Balken im Tragwerk eines Holzbaus oder einer hölzernen Maschine wie bei einem Pochwerk.
Ähnlich wie etwa beim Schlagbaum sprach man von Trambaum, wenn der ganze Baumstamm Verwendung fand. Im Holzhandel stand der Trambaum als besondere Qualität preislich unter dem Schiffsmastbaum.
Heute wird der Ausdruck Trambaum (auch Holztram, Rüstbaum) vor allem noch im Zusammenhang mit imposanten Unterzügen aus Holz verwendet, auf denen Holzbalkendecken, so wie Riemlingdecken, ruhen. Manchmal sind Jahreszahlen, Namen der Erbauer und Verzierungen („Tramrose“) eingekerbt.